# Gayan (Hautes-Pyrénées)
Gayan település Franciaországban, Hautes-Pyrénées megyében. Lakosainak száma 267 fő (2022. január 1.). Gayan Siarrouy, Andrest, Lagarde és Oursbelille községekkel határos.

## Népesség
A település népességének változása:
| Lakosok száma | 252  | 269  | 279  | 277  | 281  | 281  | 276  | 272  | 267  |
|               | 2013 | 2015 | 2016 | 2017 | 2018 | 2019 | 2020 | 2021 | 2022 |